# ロマンセ
ロマンセ（romance）は、イベリア半島とラテンアメリカで愛好されていたスペイン語による詩の一形式で、同名の「ロマンセ」という韻律（es:Romance (métrica)）で書かれる。なお、散文で書かれた「ロマンセ」（es:Romance (narrativa)）もある。

## 概要
ロマンセは朗読または歌唱によって享受される詩である。題材は様々な物語で、中世からスペイン語世界で愛好されていたが、15世紀になって紙にも記録されるようになり、更に広まりを見せた。

## 音楽としてのロマンセ
ロマンセは詩であると同時に、本来は歌でもある。通常は2つのメロディを交互に繰り返すが、そのメロディは自由に変形される。こうしたロマンセの音楽的特徴は、フラメンコのカンテにも多大な影響を与えたと考えられている。なおクラシック音楽で言う「ロマンス」は、本来のロマンセとは音楽面ではあまり関係がない。